# Мейес, Менно
Менно Мейес (нидерл. Menno Meyjes; род. 1954) — нидерландский сценарист, режиссёр и продюсер, работавший над такими фильмами, как «Цветы лиловые полей» 1985 года, «Львиное сердце», «Империя солнца» (оба 1987 года), «Индиана Джонс и последний крестовый поход», «Сон безумной обезьяны» (оба 1989 года), «Контакт» 1997 года, «Дитя с Марса» 2007 года, «Манолете» 2008 года и «Чёрное золото» 2011 года.
Менно Мейес также получил номинацию на премию «Оскар» за лучший адаптированный сценарий; за «Цветы лиловые полей».

## Биография
Родился в 1954 году в Блумендале.
В 1972 году переехал в США и пошёл учиться в Институт искусств Сан-Франциско.
Был номинирован на несколько наград за сценарий к фильму «Цветы лиловые полей». В 1989 году получил признание с Джорджем Лукасом за сценарий фильма «Индиана Джонс и последний крестовый поход» и выиграл Премию Гойя за фильм «Извращённая одержимость».

## Фильмография
- Цветы лиловые полей (1985)
- Львиное сердце (1987)
- Империя солнца (1987)
- Индиана Джонс и последний крестовый поход (1989)
- Сон безумной обезьяны (1989)
- Рикошет (1991)
- Иностранный студент (1994)
- Контакт (1997)
- Осада (1998)
- Беспокойный свидетель (1999)
- Враг у ворот (2001)
- Макс (2002)
- Не пойман — не вор (2006)
- Дитя с Марса (2007)
- Манолете (2008)
- Чёрное золото (2011)
- Ужин (2013)
- De reünie (2015)
- Герой (2016)
- Цвет лиловый (2023)

## Награды и номинации
- 1986 — Премия «Оскар» в категории «Лучший адаптированный сценарий» за «Цветы лиловые полей» (номинация)[1]
- 1990 — Премия «Хьюго» в категории «Лучшая постановка» за «Индиану Джонса и последний крестовый поход»; вместе со Стивеном Спилбергом, Джеффри Боэмом, Джорджем Лукасом и Филипом Кауфманом (победа)[3]